# N’nepuaoho
N’nepuaoho – wiersz autorstwa Juana Balboy Boneke z 1982.
Jest częścią powstałego na uchodźstwie zbioru O Boriba (El exiliado). Napisany pierwotnie w bubi, został opublikowany z jednoczesnym tłumaczeniem na język hiszpański. Przepełniony tęsknotą za ziemią rodzinną, wykorzystuje w ekspresywny sposób różnorodność gwinejskiego krajobrazu, gra również zmysłami. Analizuje psychologiczne konsekwencje długotrwałego wychodźstwa, wskazując na głębokie rozdarcie, które nieodzownie jest jego wynikiem.
Szeroko analizowany przez krytykę literacką. Uznawany za część ewolucji językowej i stylistycznej Boneke, jako stworzony w całości w jego języku etnicznym. Interpretowany jako próba zasygnalizowania swojej najwcześniejszej, nieomal embrionalnej tożsamości, szczególnie w zestawieniu z tą nabytą już później. Wskazuje się, iż dotyka również relacji podmiotu lirycznego z kulturą języka hiszpańskiego, również u jej kolonialnych, naznaczonych przemocą i niesprawiedliwością korzeni. Tłumaczony na niemiecki. Publikowany w antologiach poetyckich, w tym w Literatura de Guinea Ecuatorial (2000) i Voces del sur: Aproximación a la poesía africana.